# Jacques Futrelle
Jacques Heath Futrelle (Pike County, 9 april 1875 - Noordelijke Atlantische Oceaan, 15 april 1912) was een Amerikaanse schrijver. Hij schreef voornamelijk fictieve mysterieverhalen.

## Biografie
Futrelle werd geboren in Pike County en was de zoon van Wiley Harmon Heath en Linnie Futrelle. Hij begon zijn carrière toen hij als 18-jarige voor de krant Atlanta Journal ging werken. Later stapte hij over naar de New York Herald en begon detectiveverhalen te schrijven. Futrelle trouwde op 17 juli 1895 met Lily May Peel. Ze kregen twee kinderen.
In 1902 werd Futrelle manager van een klein theater en schreef er verhalen waar vervolgens een toneelstuk van gemaakt werd. Vlak daarna begon hij een reeks verhalen te schrijven die hij The Thinking Machine noemde.
In 1912 reisde Futrelle rond in Europa om artikels voor verscheidene tijdschriften te schrijven. Op zijn verjaardag dat jaar boekte hij een eersteklasticket op de RMS Titanic. Toen dit schip zonk op 14 april 1912, hielp hij zijn vrouw in een reddingsboot. Hij kreeg de kans, maar weigerde zelf ook gered te worden door een sloep. Zijn vrouw zei later dat hij een sigaret met John Jacob Astor IV aan het roken was toen ze hem voor het laatst zag. Futrelle overleefde de ramp niet.

## Boeken
- The Chase of the Golden Plate (1906)
- The Simple Case of Susan (1908)
- The Thinking Machine on the Case (1908)
- The Diamond Master (1909)
- Elusive Isabel (1909)
- The High Hand (1911)
- My Lady's Garter (1912)
- Blind Man's Bluff (1914)

- Biblioteca Nacional de España: XX935129
- Bibliothèque nationale de France: cb12121260p (data)
- CiNii: DA12421720
- Gemeinsame Normdatei: 108226212
- International Standard Name Identifier: 0000 0001 0868 6789
- Library of Congress Control Number: no00073046
- MusicBrainz: b3c76dfe-fc49-44bf-bb73-fa771fe8ebbe
- Bibliotheek van het Japanse parlement: 00440351
- Nationale Bibliotheek van Tsjechië: xx0066435
- Nationale bibliotheek van Australië: 40607245
- Nationale Bibliotheek van Israël: 987007452855705171
- SNAC: w6g160s3
- Système universitaire de documentation: 029627095
- Trove: 1103904
- Virtual International Authority File: 9880305
- WorldCat: E39PBJfGVfHjdP4jxbDfmmrg8C